# Palazzo Lercari-Spinola
Il palazzo Lercari-Spinola è un edificio storico italiano, sito in via degli Orefici 7, nel centro storico di Genova. È uno dei Palazzi dei Rolli che furono designati, al tempo della Repubblica di Genova, a ospitare gli ospiti di alto rango durante le visite di stato per conto del governo genovese.
Dal 1949 l'edificio è posto sotto vincolo di tutela da parte della soprintendenza.

## Storia e descrizione

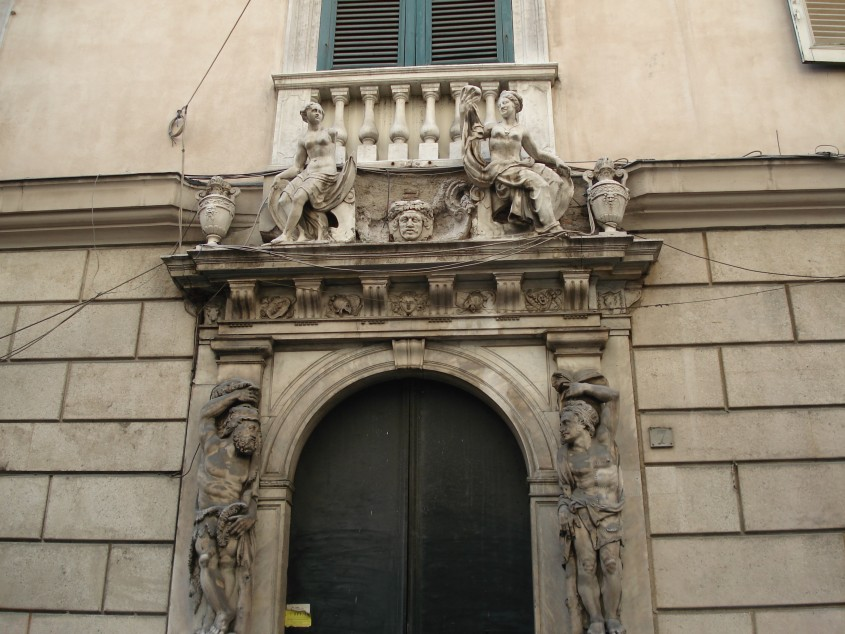
Particolare del portale

Edificato dalla famiglia Lercari nella seconda metà del XVI secolo ristrutturando alcune delle proprie domus che comprendevano nel XIII secolo anche due torri, venne inserito nei rolli a partire dal 1576, come casa di Gio. Batta Lercari.
Le altissime posizioni tenute, quattro volte nella prima pisside e una volta nella seconda, testimoniano l'alta considerazione di cui godeva il grande palazzo, passato sullo scorcio del secolo agli Spinola. Federico Alizeri ne ricordò gli affreschi del primo piano con Storie di Psiche, attribuite ai Semino, e le prospettive e allegorie del piano superiore, oltre al maestoso portale ad arco con telamoni che ricorda i modi di Della Porta o di Vassalli.
La vasta facciata esalta l'unitarietà del palazzo e ne maschera le preesistenze ben visibili nel prospetto laterale che, appena leggibile per la ristrettezza del vicolo, svela una ricchezza inaspettata: il portico a fasce bicrome con sovrapposta cornice di beccatelli floreali e le delicate trifore, importanti segnali di un passato medievale non del tutto perduto.
Nel dopoguerra il palazzo fu con due edifici retrostanti che prospettavano su via Conservatori del Mare. L'edificio conserva lo scalone voltato fino al secondo piano, compreso il solenne ballatoio del primo piano. Lo scalone e le sue decorazioni sono riferite a Giovanni Angelo Montorsoli.
Ospita uffici e appartamenti.